# Sabrina Marciano
Sabrina Marciano (Formia, 25 giugno 1965) è un'attrice italiana.

## Biografia
Attrice di teatro, cantante e ballerina. Sin da giovanissima studia danza classica, danza jazz e tip tap e si diploma all'Accademia Nazionale di Danza con abilitazione all'insegnamento; in seguito, studia canto e recitazione. Comincia la sua carriera artistica con Gino Landi, come ballerina, per alcune stagioni al Festival dell'Operetta, prodotte dal Teatro Giuseppe Verdi di Trieste. Seguono poi spettacoli teatrali Un cappello di paglia di Firenze di Eugène Labiche, per la regia Carlo Alighiero e tournée di balletti Only for you dance, come ballerina solista con Vladimir Derevjanko 1° ballerino Etoile del Bolscioi e varie trasmissioni televisive che la portano ad approfondire i suoi studi frequentando i laboratori teatrali di Susan Strasberg, Greta Seacat e Michael Margotta, studiando canto con Raffaella Misiti e successivamente, con la nascita della passione per il Jazz, prendendo parte ai seminari di Barry Harris. Nella stagione 1990, al "1º Festival Internazionale del Musical" di Rieti, canta e balla in Da un cavallo a una colomba-Omaggio a Garinei & Giovannini per la regia (e coreografie) di Gino Landi.
Nella stagione 1990-1991 canta nel gruppo delle "Strangers" a Domenica in, condotta da Gigi Sabani, nel 1991 canta nel gruppo delle "Piccole italiane" a Primadonna, entrambi con la regia di Gianni Boncompagni, in seguito “presta” la voce alle ragazze di Non è la Rai. Prende poi parte ad alcune trasmissioni condotte da Pippo Baudo e canta per due anni in Rai nell'orchestra di Totò Savio. In teatro è stata al fianco di Tullio Solenghi nello spettacolo Frankesteinmusical. In TV interpreta Vanna la segretaria, nella sitcom di Canale 5 Due per tre, con Johnny Dorelli e Loretta Goggi ed ancora, è nella sitcom di Canale 5 Don Luca, con Luca Laurenti, e nella sitcom Colpi di sole di Rai 3. Partecipa come cantante alla trasmissione Guarda che musical, presentata da Tiberio Timperi. Fa parte del "QuartettoG" con il quale mette in scena gli spettacoli: Tutto fa Broadway e In bocca al lupo!. Ha interpretato il ruolo di Sarah Brown in Bulli e pupe, prodotto dalla Compagnia della Rancia con la regia di Fabrizio Angelini.
Inizia un sodalizio con Pietro Garinei che la dirige, presso il Teatro Sistina di Roma, nella regia degli spettacoli musicali Ma per fortuna c'è la musica, con Johnny Dorelli; Bobby sa tutto, con Johnny Dorelli e Loretta Goggi; Due ore sole ti vorrei, con Gianfranco Iannuzzo. Interpreta da protagonista il ruolo della principessa Anna, nel musical Vacanze romane, prima con Massimo Ghini e l'anno dopo con Franco Castellano, regia di Pietro Garinei. È la voce di Patty Spring nello spettacolo teatrale Geronimo Stilton super show. Si esibisce in Italia con il suo primo concerto-spettacolo dal titolo Jesce sole, sulla canzone classica napoletana col supporto di chitarra classica (M. Aureli) e percussioni (U. Vitiello). Il 29 settembre 2012 è stata insignita del premio biennale "Garinei & Giovannini" 4ª edizione 2012 in riconoscimento del pluriennale impegno artistico profuso in Teatro con regie del Maestro Pietro Garinei.
Con la Compagnia della Rancia è Marion Cunningham nel musical Happy Days, con la regia di Saverio Marconi. Interpreta il ruolo della Vergine Maria nello spettacolo Non abbiate paura, sulla storia di papa Giovanni Paolo II, con la regia di Gianluca Ferrato e Andrea Paolotto. È una delle due primedonne del Sistina Story, con Pippo Baudo ed Enrico Montesano, regia di Massimo Piparo.
Con il monologo Io sono l’acqua, con la regia di Roberto Costantini vince la rassegna 2014 al Teatro La Cometa di Roma come migliore attrice protagonista.
Nel 2014 continua la collaborazione con Massimo Romeo Piparo che la dirige nei musical Tutti insieme appassionatamente, con Luca Ward e Vittoria Belvedere nel ruolo della baronessa Elsa; nel 2015 interpreta la maestra in Billy Elliot, il musical, ruolo in cui ottiene un enorme gradimento di critica e di pubblico.
Nel 2017 ritorna in un ruolo da protagonista, è Donna Sheridan nel musical Mamma Mia!, prodotto da Peeparrow e Teatro Sistina. Nel 2018, per questo ruolo, vince il premio Flaiano per il musical in occasione dei premi Flaiano 2018.

## Filmografia
- Gole ruggenti, regia di Pier Francesco Pingitore (1992)
- Alessandra – Un grande amore e niente più, regia di Pasquale Falcone (2020)

## Programmi televisivi
- Dudù Dudù
- Domenica in
- Noche Vip
- Luna di miele
- Tutte donne meno io
- Numero Uno
- Due per tre
- Don Luca
- Guarda che musical!

## Teatro
- Un cappello di paglia di Firenze, regia di Carlo Alighiero (1988-1989)
- Da un cavallo a una colomba, regia e coreografie di Gino Landi al Festival Internazionale di Rieti
- Ma per fortuna c'è la musica, regia di Pietro Garinei, con Johnny Dorelli, musiche di Renato Serio, coreografie di Don Lurio (1993-1995)
- Bobby sa tutto, regia di Pietro Garinei, con Johnny Dorelli e Loretta Goggi (1995-1997)
- Frankensteinmusical, regia Gianni Fenzi, con Tullio Solenghi (1997-1998)
- Due ore sole ti vorrei, regia di Pietro Garinei, con Gianfranco Jannuzzo, musiche di Gianni Ferrio, coreografie di Gino Landi (1998-2000)
- Piccole donne - Il musical, regia di Tonino Pulci (2001-2002)
- Bulli e pupe, regia e coreografie di Fabrizio Angelini, con Marina Massironi, Giorgio Borghetti, Gianfranco Phino (2002-2003)
- Tutto fa... Broadway, regia di Pietro Garinei (2003-2004)
- Vacanze romane, regia di Pietro Garinei, con Massimo Ghini (2004)
- Vacanze Romane, regia di Pietro Garinei, con Franco Castellano (2004-2005)
- Boccadoro The Traveller, regia Fabrizio Angelini (2005)
- In bocca al lupo, regia di Ivan Stefanutti (2006-2007)
- Il letto ovale, regia di Gino Landi, con Maurizio Micheli e Maria Laura Baccarini (2008-2009)
- Happy Days - Il musical - Compagnia della Rancia, regia Saverio Marconi, con Riccardo Simone Berdini (2011-2012)
- Io sono l'acqua - dramma per attrice unica, drammaturgia e regia di Roberto Costantini, presentato dalla compagnia teatrale Costellazione, Formia, prima nazionale 26 ottobre 2013.
- Non abbiate paura -  musical su Papa Giovanni Paolo II, regia di Gianluca Ferrato e Andrea Palotto (2014)
- Sistina story, regia di Massimo Romeo Piparo, con Pippo Baudo e Enrico Montesano (2014)
- Tutti insieme appassionatamente, regia di Massimo Romeo Piparo, con Luca Ward e Vittoria Belvedere (2014-2015)
- Billy Elliot - Il Musical, regia di Massimo Romeo Piparo, con Alessandro Frola (2015-2016)
- Mamma Mia!, regia di Massimo Romeo Piparo, con Luca Ward, Paolo Conticini e Sergio Múñiz (2017-2018)

## Riconoscimenti
- Premio Flaiano sezione teatro[2]
  - 2018 – Miglior attrice in un musical per Mamma mia!
- Premio Garinei e Giovannini
  - 1990 – Candidatura alla miglior cantante televisiva
  - 2012 – Premio alla carriera